# Kdyby ulice Beale mohla mluvit
Kdyby ulice Beale mohla mluvit (v anglickém originále If Beale Street Could Talk) je romantický dramatický film z roku 2018. Režie a scénáře se ujal Barry Jenkins. Film je inspirován stejnojmenným románem od Jamese Baldwina. Ve snímku hrají hlavní role KiKi Layne, Stephan James, Colman Domingo, Teyonah Parris, Michael Beach, Dave Franco, Diego Luna, Pedro Pascal, Ed Skrein, Brian Tyree Henry a Regina Kingová.
Film měl premiéru na Mezinárodním filmovém festivalu v Torontu dne 9. září 2018. Do kin byl uveden 14. prosince 2018 ve Spojených státech amerických. V České republice do kin uveden nebyl.
Film byl vybrán do nejlepší desítky filmů roku 2018 Americkým filmovým institutem, National Board of Review a získal nominace na Zlatý glóbus a Oscara.

## Obsazení
| KiKi Layne        | Clementine "Tish" Rivers       |
| Milanni Mines     | mladá Clementine "Tish" Rivers |
| Stephan James     | Alonzo "Fonny" Hunt            |
| Ethan Barrett     | mladý Alonzo "Fonny" Hunt      |
| Regina Kingová    | Sharon Rivers                  |
| Teyonah Parris    | Ernestine Rivers               |
| Colman Domingo    | Joseph Rivers                  |
| Brian Tyree Henry | Daniel Carty                   |
| Ed Skrein         | strážník Bell                  |
| Emily Rios        | Victoria Rogers                |
| Michael Beach     | Frank Hunt                     |
| Aunjanue Ellis    | paní Hunt                      |
| Ebony Obsidian    | Adrienne Hunt                  |
| Dominique Thorne  | Sheila Hunt                    |
| Finn Wittrock     | Hayward                        |
| Diego Luna        | Pedrocito                      |
| Pedro Pascal      | Pietro Alvarez                 |
| Dave Franco       | Levy                           |

## Přijetí

### Recenze
Film získal pozitivní recenze od kritiků. Na recenzní stránce Rotten Tomatoes získal ze 121 započtených recenzí 93 procent s průměrným ratingem 8,7 bodů z deseti. Na serveru Metacritic snímek získal ze 35 recenzí 86 bodů ze sta.